# يوسف صالح العليان
يوسف صالح العليان (12 سبتمبر 1932 - 5 ديسمبر 2007)، هو رجل أعمال كويتي وأحد رواد الصحافة في الكويت ومؤسس أول صحيفة أجنبية في الكويت والخليج العربي وهي صحيفة كويت تايمز.

## مسيرته
حاصل على شهادة البكالوريوس من الجامعة الإنكليزية في لندن عام 1955 في السياسة والاقتصاد، ويتحدّث عدّة لغات منها الإنجليزية والفرنسية والإيطالية والفارسية. أمضى حياته الصحافية منذ الستينات وحتى وفاته، وهو في حال تواصل دائم مع الصحيفة، أصدر العليان أول صحيفة يومية باللغة الإنجليزية في الكويت وفي الخليج العربي عام 1961 وهي «كويت تايمز»، وما زالت تصدر بانتظام، ولذلك اعتُبرت من أقدم الصحف على مستوى الخليج العربي. اختير العليان عام 2002 من قِبل جمعية الصحافيين الكويتية رئيسًا فخريًا وذلك تقديرًا لدوره في خدمة الصحافة خلفاً للراحل العميد عبد العزيز المساعيد، فهو أحد مؤسّسي الجمعية الصحافية عام 1964 ومؤسّس ورئيس تحرير جريدة «كويت تايمز» 1961، وقد تولى العليان رئاسة تحرير جريدة الفجر الجديد عامي 1991 و1992، وشغل منصب رئيس جمعية الصحافيين الكويتية منذ عام 1978 حتى 1985، ومن 1990 حتى 1992.